# Rosa Mauri
María Isabel Antonia Amada Rosa Mauri i Segura, también conocida como Roseta Mauri y Rosita Mauri (Reus, Tarragona, 1849/1850 - París, Francia, 3 de diciembre de 1923) fue una bailarina española.
Nació en Reus el 15 de septiembre de 1850, de acuerdo al acta de su bautismo que se conserva en la parroquia de Sant Nicolau, transcrita en un libro sobre su vida, publicado en Reus en 1971, el cual expone una investigación, aunque algunas fuentes situaron su nacimiento en Palma de Mallorca. Después de debutar en Barcelona (1870) se convirtió en primera bailarina del Ballet de la Ópera de París desde 1878, donde estrenó los ballets La Korrigane, de Charles Marie Widor, y Les deux pigeons, de André Messager. Sus creaciones en los ballets La tempête, La rêve y La maladetta, entre otros, crearon escuela. A su retiro enseñó coreografía en el Conservatorio de la Ópera de París, ciudad donde murió y donde alcanzó notoriedad. Está enterrada en el panteón familiar del cementerio de Montparnasse.

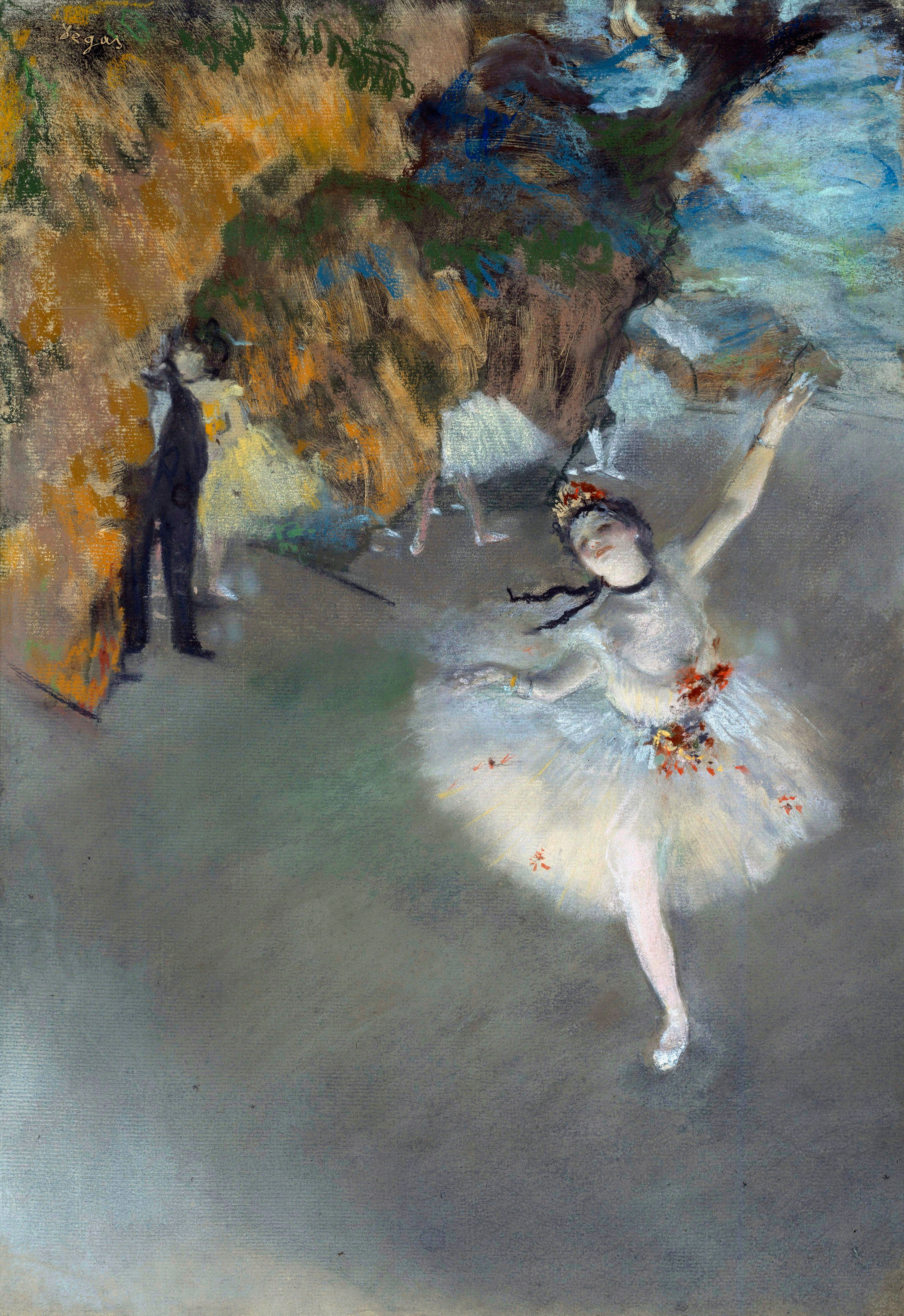
Rosita Mauri pintada por Degas.

Edgar Degas realizó dibujos y pinturas de ella.[cita requerida]. También el pintor sueco Anders Zorn la inmortalizó en pinturas y grabados, uno de los cuales se encuentra en el Metropolitan Museum of Art (MET) de Nueva York.

## Cultura popular
Aparece como personaje secundario en la película de animación Ballerina.

## Reconocimientos
La Ópera de París la reconoció como gran estrella, al esculpir su nombre, Rosita Mauri, tras su muerte, en la rotonda del Gran Teatro de la Ópera.